# Xây dựng đường viền
Xây dựng đường viền là công nghệ in tòa nhà đang được nghiên cứu bởi Behrokh Khoshnevis thuộc Viện Khoa học Thông tin thuộc Đại học Nam California (Trường Kỹ thuật Viterbi) sử dụng cầu trục điều khiển bằng máy tính để xây dựng các tòa nhà nhanh chóng và hiệu quả với lao động thủ công ít hơn nhiều. Nó ban đầu được hình thành như một phương pháp để xây dựng khuôn mẫu cho các bộ phận công nghiệp. Khoshnevis quyết định điều chỉnh công nghệ để xây dựng nhà nhanh chóng như một cách để xây dựng lại sau những thảm họa thiên nhiên, như những trận động đất tàn phá đã khiến ông phải chịu ở Iran quê ông.
Sử dụng một thiết lập nhanh, vật liệu giống như bê tông, xây dựng đường viền tạo thành bức tường của ngôi nhà từng lớp cho đến khi đứng đầu bởi sàn nhà và trần nhà đặt tại chỗ bởi cần cẩu. Có một khái niệm đáng lưu ý gọi là chèn các thành phần cấu trúc, đường ống dẫn nước, hệ thống dây điện, các tiện ích và thậm chí cả các thiết bị tiêu dùng như hệ thống nghe nhìn khi các lớp được xây dựng.

## Lịch sử
Caterpillar Inc. cung cấp kinh phí để hỗ trợ nghiên cứu dự án Viterbi vào mùa hè 2008.
Trong năm 2009, sinh viên tốt nghiệp Đại học Singularity đã thành lập dự án ACASA với Khoshnevis làm CTO để thương mại hóa Kĩ thuật xây dựng đường viền.
Trong năm 2010, Khoshnevis tuyên bố rằng hệ thống của ông có thể xây dựng một ngôi nhà hoàn chỉnh trong một ngày, và cần cẩu chạy bằng điện của nó sẽ sản xuất rất ít chất thải vật liệu xây dựng. Chương trình Khám phá trong Tuần này của Kênh Khoa học năm 2005 đã báo cáo rằng, với 3-7 tấn chất thải vật liệu và khói thải từ các phương tiện xây dựng trong quá trình xây dựng nhà tiêu chuẩn, việc tạo đường viền có thể làm giảm đáng kể tác động môi trường.
Khoshnevis tuyên bố trong năm 2010 rằng NASA đã đánh giá Kĩ thuật xây dựng đường viền cho ứng dụng của nó trong việc xây dựng các căn cứ trên sao Hỏa và Mặt trăng. Sau ba năm, vào năm 2013, NASA tài trợ một nghiên cứu nhỏ tại Đại học Nam California để tiếp tục phát triển kỹ thuật in 3D Xây dựng đường viền. Các ứng dụng tiềm năng của công nghệ này bao gồm việc xây dựng các cấu trúc mặt trăng của vật liệu có thể được xây dựng bằng vật liệu trên mặt trăng 90 phần trăm với chỉ mười phần trăm vật liệu được vận chuyển từ Trái đất.
Năm 2017, Công ty Cổ phần Kĩ thuật Xây dựng Đường bao (trong đó Khoshnevis là Giám đốc điều hành) đã công bố hợp danh và đầu tư từ Doka Ventures. Trong thông cáo báo chí, họ tuyên bố rằng họ "sẽ bắt đầu phân phối các máy in đầu tiên vào đầu năm tới" 